# 沈钊
沈钊（綽號蛋糕），中国大陆龙珠直播网路播客，专门直播游戏《英雄联盟》，因使用英雄武器大师贾克斯而知名。
2012年沈钊在YY直播平台进行直播，2014年加盟斗鱼TV，2015年9月加盟龙珠直播，但斗鱼TV称其违约并进行起诉，法院判决冻结其银行存款1500万。
2015年2月，沈钊揭露英雄联盟自动躲技能外挂。